# Hvasser
59°4′41.351″N 10°26′39.196″Ø / 59.07815306°N 10.44422111°Ø
Hvasser eller Vasser er en ø og en by i kommunen Tjøme i Vestfold og Telemark fylke i Norge. Øen Hvasser er den næststørste ø i kommunen, og ligger på vestsiden af Oslofjorden, 25 km syd for Tønsberg. Den har et areal på 3,6 km², og folketallet var  i 2004 var 490. 

## Historie
Navnet Hvasser kommer af ordet «hvass», altså skarp, efter nogle spidse klipper på øen.  Hvasser blev tidligere også kaldt Vasserland. 
I 1910 var der 118 bolighuse og 486 indbyggere på Hvasser.

## Friluftsliv, sommergæster, kunst og kultur
Hvasser har en unik kontakt med skærgården og havet. Der er flere fine badestrande og turområder, bl.a. Lilleskagen nord på øen samt Fynsletta, Jørestrand, Sønstegård og Sydstranda mod syd. Øen er et populært feriested om sommeren og har en mængde private sommerhuse og hytter. Der er også flere pensionater og en lejrskole. I Sandøsund er der et  kystmuseum med bl.a. præsentation af lodsvirksomheden på stedet. I Sandøsund finder man også Galleri Gudem som åbnede i 2001, med  samtidskunst og kunsthåndværk.
Øen  har egen skole og børnehave; Hvasser kirke er fra 1902.

## Erhvervsliv
På Hvasser er det stedet Sandøsund eller Krukehavn (som der står på kortet) som er centrum. Der er der butikker, cafèer, galleri, restauranter og fiskemodtagelse  med udsalg af fiskeriprodukter. Her ligger også lodsstationen for Ydre Oslofjord. Det var lods Severin Evensen fra Tjøme som havde den ærefulde opgave at lodse kong Haakon 7. til Oslo da han kom til Norge i 1905. Skulpturen Brottet af Hvasser-kunstneren Ståle Kalvik blev afsløret i Sandøsund i 2005 til minde om lodsbåden Gaa Paa som forliste ud for Hvasser i 1913.

## Kendte personer med Hvasser-tilknytning
- Julius Pedersen Grepan, lods fra Hvasser og model for Christian Krohgs maleri Hardt læ! fra 1882
- Severin Evensen, losen som førte Kong Haakon til Norge
- Grete Faremo (f. 1955), tidligere justisminister med hytte på Hvasser
- Sverre Fehn (f. 1924), arkitekt med hytte på Hvasser
- Arne Nordheim (1931–2010), komponist med hus på Hvasser

## Eksterne kilder og henvisninger

### Hvasser i dag
- Lokal præsentation af Hvasser Arkiveret 26. august 2005 hos  Wayback Machine
- Galleri Gudem,Sandøsund – Hvasser

### Historie mm
- Om historisk kystkultur i Vestfold Arkiveret 12. maj 2009 hos  Wayback Machine
- Galleri NORs fotografier fra Hvasser 1911-1915